# Мехмед Синап
Мехмед Синап е родопски хайдутин от XVIII век.

## Обстановка
В края на XVIII век по различни места в Османската империя избухват множество вътрешни бунтове и размирици, като бунтът в Родопите траял цели 14 години, според изследванията на Васил Дечев. Размирниците в Родопите били наричани „хайти“, а Мехмед Синап е бил един от най-изявените по това време. Причината и целта на бунта, предвождан от Мехмед Синап е неясна. Главното бунтовно средище на родопските хайти е гористата и почти непристъпна планина Машергидик, намираща се между селата Кестен, Буйново, Каинчал и Алъкьой, разположени западно от град Смолян и южно от град Девин.

## Ранен живот
Според изследванията на Васил Дечов Мехмед Синап е роден в село Бръщен, в семейство на помаци. Като малък остава сирак и е отгледан от „гребинар“. По това време гребинари наричали жителите на село Ваклиново и село Дебреджен. Според други източници е роден в Долната махала на село Алакьой, Драмско. Първоначално е овчар на пашмаклийския чорбаджия Метакса Марчовски.
На 20-годишна възраст отива в Пашмаклъ и става аргатин у Пирага. През деня Мехмед пасял конете и карал с тях дърва, а нощем оставял сами конете и се изгубвал в тъмнината. На съмване пак се връщал при конете, натоварвал ги с дърва, накичвал ги с цветя и пеша влизал в града. Често Пираговци намирали в пладнинарката (торбата) на аргатина си чеверме, татралки, звънци и други вещи, придобивани явно по съмнителен начин. След едногодишно слугуване Мехмед се влюбил в най-малката дъщеря на Пирага и я поискал за жена, тъй като момичето се поддавало и харесвало Мехмед, защото младият човек бил строен, красив, песнопоец и разговорлив. Пираговци не се съгласили да им стане зет чеческия нехранимайко, при което след закани и домашни разправии Пирага изгонил Мехмед и го освободил от служба, но при раздяла му подарил за спомен една пушка, един голям нож – „каракулак“, и един извехтял чохен и „сърмалъ копаран“ (клашник, долама). Когато си тръгвал, Мехмед казал на Пирага:
| „ | Ти ма ни стори зьот и ма изподи, ала да повниш кога зувот Мехмед Синапя! Я, бех намислил да ти отсека кученя (главата), ала ма упраташ хубав – сас тифек и каракулак, та затва нищо нема да ти сторя! | “ |

## Разбойничество
Мехмед Синап си тръгнал за Чеческо по пътя Пашмаклъ – Байремери – Шабаница – Машергидик, по билото на гористите планини. На другия ден пристигнал на прохода и планината Машергидик (Хаджиосманското), където смолено-рупските българомохамедани(помаци) от селата Кестен, Триград и Алъкьой стъкмявали мандри и приготвяли общ предойски (предой е местен празник) курбан. На поляната около казаните, в които вряло месо, седели и се изтягали много помаци – чечлии, смолени и рупци, при което до казаните седнал и Синап. Когато овцете били предоени и месото увряло, кехаите (владетели на големи стада овце) и организаторите на курбана поканили гостите да се приготвят за ядене. На поляната били сложени месо, сирене, извара, и мляко, а хляб и качамак нямало. Един от организаторите рекъл:
| „ | Каните се и ежте, каквото Аллах е дал, а за хлеб и качамак не питайте. Саква саро е дошла, да правим курбан без троха хлеб. Мислем де може да се найде и ут де можем да зьомим жито и брашно за качамак, ала ни можим да намислим, затова ежте, пак и за хлеб мислите. | “ |

По време на яденето Санап бил много замислен, обаче, когато се нахранил, изправил се и казал:
| „ | Я, намислих ка да найдим жито, брашно и хлеб. | “ |

Хората се позачудили и попитали как може да стане това, а Мехмед отговорил:
| „ | Да се сберот на сува место бесюскиши (петстотин) силяхлие (въоръжени) челеци. Всек челек да зьоме по четри вретища (чували) и да доведе по две мулета. | “ |

Местните го попитали какво ще правят, а той отвърнал:
| „ | Когато се сберат на сува место, челеците и мулетата, туга ше им кажя ков ше правим по-нататък. | “ |

След 5 – 10 дни от курбана и мандрите на Машергидик планина се събрали петстотин въоръжени помаци – рупци, смолени и неколцина чечлии, като всеки от тях водел по няколко коне, мулета или магарета. Синап свъртял в кръг хората и конете, влязъл в средата на кръга, развял байрак от зелено-червен плат и гръмко извикал – „На сози керван, керванжибашията сам я! Комуто требва жито и брашно, да върви след мене!“. Въоръжените помаци извикали: „Да живеиш, Синап! Алал ти вера!“ и повели мулетата и конете след керванджибашията и на следващия ден привечер стигнали и се разположили на планината „Санджак“, северно от село Фотиново, между Батак, Пещера, Брацигово и Девин, от който връх се виждала голяма част от Тракийската низина.
След почивка и вечерята, той разделил дружината си на пет части и издал следната устна заповед. „Ще бастисвате (нападате) чифлици, села и царски хамбари (държавни складове), ще молите и плашите, ще грабите и палите, ще бахтете и пребивате, ала всички коне и мулета ще натоварите с жито, брашно и друго каквото може да се яде. Който се ворне с празну муле, ще го обеся с главона надолу!“ След тази заповед, четите започнали по разни странични пътеки тихомълком да се спущат към полето. На развиделяване те започнали нападенията „С рукут, пукут и йокут“ влизайки в селата и нападайки чифлиците, трошейки врати и хамбари и пълнейки чувалите с жито, брашно, фасул и други храни. Нито вземали, нито давали пари и други ценности. След няколкодневно скитане пак се събрали на планината Санджак с натоварени и претоварени коне и мулета на които върху самарите били натоварени и армагани за жените и децата на четниците. Повечето от тези армагани били вълнени и памучни платове и тук-таме бакърени и калайдисани съдове. Този подвиг на Синап и дружината му произвел неописуем възторг у изгладнелите хора и всички помаци от гладните села на Чеч и Девинско посрещали Синапювия керван с тъпани, зурни, песни и китки с провикване „Аферим (пер.-тур. – браво), Синап! Да живееш, войводо, че ни нахрани и от смърт избави, и армаган ни донесе!“
Подвигът и славата на Синап бързо се разнесла по всички кътове на Родопите. От неговата находчивост и смелост се повдигнал духа на всички голи и гладни родопчани, а особено на разбойниците, бабаитите и славолюбците.
Признавайки номинално върховенството на двама аяни – Исмаил Сирозли от Сяр и назъра на Драма, между 1793 и 1796 година Мехмед Синап налага своето управление над основната част на Родопите. Той разделя територията си на девет байрака със съответни управители, сред които:
- Чечът е управляван от село Аликьой от самия Мехмед
- началник на Доспатско е Дертли Мехмед
- началник на Девинско е Топал Салих
- началник на Смолянско е Аджи ага
- началник на Кърджалийско е Емин ага

Мехмед Синап се бил установил в покрайнината Чеч, там където се събират Неврокопска, Драмска и Ахъчлебейска каза. В централните и източните Родопи той ходил като завоевател и налагал данъци и такси на селата, докато най-югозападните родопски села били под неговата закрила, а помаците – чечлиите и ахряните от тези региони го подкрепяли.
През 1796 година правителствена армия, оборудвана с артилерия и водена от Хакъ паша, напада базата на Мехмед Синап в Аликьой. Той се отбранява с 600 души, но укрепленията му не издържат на артилерийския обстрел и Синап е убит.